# セルゲイ・モジャーキン
セルゲイ・ワレーリエビチ・モジャーキン (ロシア語: Серге́й Вале́рьевич Мозя́кин, ラテン文字転写: Sergei Valeryevich Mozyakin、1981年3月30日 -) は、ソビエト連邦ヤロスラブリ生まれのロシアの元プロアイスホッケー選手。ポジションはウィンガー。
アイスホッケー世界選手権で2回優勝している (2008、 2009)。ヤロスラヴリのホッケースクール出身。背番号は10。2014年と2016年にKHLのプレーオフで優勝しガガーリン・カップを獲得した。ロシアでプレーしたアイスホッケー選手の中でボリス・ミハイロフと並び、ソ連時代も含めて史上2人目となる通算428ゴールを達成している。

## 経歴

### 少年時代
ヤロスラブリで生まれ育ち、地元の少年ホッケースクールでアイスホッケーを始める。ゴールテンダーに憧れていたが、コーチは彼にフォワードの才能を見出した。16歳の時にはヤロスラブリのクラブで才覚を発揮していた。17歳の時に1人のチームメイトと共にコーチに無断でヤロスラブリを抜け出してカナダに渡航。そのせいでモジャーキンのコーチはクラブから非難され、解雇されてしまった。ケベック州に着くとドラフトを申込み、当時QMJHLのチャンピオンだったVal-d'Or Foreursに指名される。そこで4試合しかプレーすることができなかった。ヤロスラブリから手紙が届き、帰国を命じられたためだった。

### ロシアスーパーリーグ
カナダから帰国し、ロシアスーパーリーグのHC CSKAモスクワに入団。すぐに頭角を現し、1999年から2006年までCSKAの攻撃陣の中でも欠かせない存在となり、チームのキャプテンになった。特に2001-2002年のシーズンには68試合で44ゴール43アシストを記録する活躍を見せた。特筆すべきはプラス・マイナス67という記録だった。
2006年のシーズンが終わるとヒミク・モスクワ州に移籍。新しいチームでも活躍は続いた。2008年にKHLが創設されると、ヒミクはアトラントと改称し、モジャーキンの所属もそのままアトラントに移った。
2002年にNHLのコロンバス・ブルージャケッツにドラフト9巡目263番で指名されたが、移籍が実現することはなかった。

### KHL
2008-2009年のシーズンは76ポイント（34ゴール42アシスト）を記録してリーグのポイントランキング1位になった。
2009-2010年は66ポイント（27ゴール39アシスト）を獲得してKHLのポイント王になる。プレーオフにも進出したが、第1ラウンドで敗退した。
2010-2011年には61ポイント（27ゴール34アシスト）を記録しポイントランキングはリーグ全体の4位だった。このシーズンの定期戦をアトラントは西部コンファレンス4位で終えプレーオフに進出。プレーオフでアトラントは躍進し、定期戦でアトラントより上位だったチームを次々に破ってガガーリン・カップの決勝に進む。決勝ではサラワート・ユラーエフ　ウファと対戦し、2勝4敗で敗れて初のガガーリン・カップを逃した。
2011年にはメタルルグ・マグニトゴルスクに移籍。2012-2013年にモジャーキンは76ポイント（35ゴール41アシスト）を記録し、3度目のポイント王になる。チームはプレーオフに進出するが、東部コンファレンスの第2ラウンドでアヴァンギャルド・オムスクに敗れた。
2013-2014年のシーズンは73ポイント（34ゴール39アシスト）を記録しポイント王となった。また、チームメートのヤン・コバルジュとダニス・ザリポフもポイントランキングでリーグの2位と3位を占めた。モジャーキン―ザリポフ―コバルジュのトリオはシーズンを通して抜群の連携で得点を重ね、チームがプレーオフに進む原動力となった。この3人がけん引するメタルルグはプレーオフで東部コンファレンスを制して決勝まで進出。西部コンファレンスを勝ちあがってきたレフ・プラハと死闘を繰り広げ、7回戦までもつれ込み4勝3敗で2014年のガガーリン・カップを制した。プレーオフでも33ポイント（13ゴール20ポイント）を記録してポイントランキング1位となり、ダニス・ザリポフ（26ポイント、11ゴール15アシスト）とヤン・コバルジュ（26ポイント、8ゴール18アシスト）が2位と3位を占めた。
2014-2015年のシーズンは49試合に出場し、54ポイント（27ゴール27アシスト）を記録。ポイントではリーグのトップ5に入れなかったが、得点ランキングでは4番目だった。クラブは東部コンファレンスを3位で定期試合を終了し、ガガーリン・カップに出場。第1ラウンドでサラワート・ユラーエフを4勝1敗で破ったが、第2ラウンドではシベリア・ノボシビルスクに1勝4敗で敗れ、ガガーリン・カップ決勝に進むことはできなかった。プレーオフで10試合すべてに出場し、5ゴール8アシストを決めた。
2015-2016年のシーズンは好調で、シーズンを通してポイント王の座を他の選手に譲らなかった。シーズン中に自身のキャリアで通算400ゴール目となる得点を挙げ、定期試合57試合で67ポイント（32ゴール35アシスト）を記録し、KHLで5回目のポイント王になった。特筆すべきは定期試合を通して退場時間が0だったことである。クラブも東部コンファレンスを2位で定期試合を終え、危なげなくプレーオフに進出した。
プレーオフ第1ラウンドでメタルルグはアフトモビリスト・エカテリンブルクを4勝2敗で破り、第2ラウンドではシビリ・ノボシビルスクと対戦。2016年3月12日、ノボシビルスクで開催された第3試合において、メタルルグは第3ピリオドでトゥーメニー・プレイヤーズ（選手交代のミスでプレイヤーが1人多くなる反則）を取られ、チームペナルティーを科された。この時、ペナルティーベンチに入ったのはモジャーキンであった。この時までモジャーキンは91試合連続で反則をしていない。
2016年3月14日のノボシビルスクとのプレーオフ第2ラウンドにおいて、延長1分で決勝ゴールを決めた。このゴールはシニアのキャリアで通算900ポイント目となった。モジャーキン率いるメタルルグはシビリを4勝1敗で撃破すると、東部コンファレンス決勝でもサラワート・ユラーエフに4勝1敗で勝利し、2年ぶりにガガーリンカップファイナルに出場する。
ガガーリンカップファイナルでは西部コンファレンスを圧倒的な強さで勝ち上がってきたCSKAと対戦。第1戦こそ1対5で敗れたが、その後攻防は一進一退を繰り返し、勝敗は第7試合までもつれこむ。モスクワで行われた第7試合でメタルルグはCSKAを3対1で破り、2年ぶり2度目の優勝を成し遂げた。モジャーキンはプレーオフの23試合すべてに出場し、11ゴール14アシストの結果を出してプレーオフのMVPに選ばれた。
2016年5月、モスクワとサンクトペテルブルクで開催された世界選手権において、パーヴェル・ダツュクとラインを組み、6ゴール3アシストを記録した。
2016-2017年シーズンはシーズン開始時に35歳だったが、得点力において過去最高の実績を残し、数々の偉業を残した。レギュラーシーズン中盤までスコアリーダーの座をイリヤ・コワルチュクと争ったが、終盤になるとコワルチュクを突き放し誰にもモジャーキンを止めることができなくなった。
9月10日ヨケリト・ヘルシンキとの試合において、ソ連時代を含めロシアのトップリーグにおける自身の得点を通算428ゴールに伸ばし、ボリス・ミハイロフと並んだ。その3日後、ミハイロフの記録を破った。
11月25日にロシアのトップリーグにおける自身の得点を通算450ゴールに伸ばした。
2017年1月19日、モジャーキンはひとつのレギュラーシーズン内で37ゴール目となる得点を記録。シーズン2014/15にモーゼス・スティーヴが打ち立てたKHLのレギュラーシーズンにおける個人の最多得点記録であった36ゴールを塗り替えた。
2月1日、同一レギュラーシーズン内におけるゴール+パスのポイントが81に到達。アレクサンドル・ラドゥーロフが2011/11に記録したレギュラーシーズン最多記録の80を塗り替えた。
2月26日にゴール+パスのポイントで通算1000点を達成。
レギュラーシーズン終了時に85ポイント（48ゴール37アシスト、60試合）を記録。これはモジャーキンの自己ベストである。
3月28日、プレーオフでレギュラーシーズンと合わせて当該シーズンで53ゴール目となる得点を記録。ベニアミン・アレクサンドロフが1962/63に記録したレギュラーシーズンとプレーオフの合計53ゴールの記録に並ぶ。
3月30日、レギュラーシーズンと合わせてシーズン54ゴール目となる得点をプレーオフで記録。偶然にもこの日はモジャーキンの36歳の誕生日だった。ちなみに、モジャーキンのレギュラーシーズン85ポイントは、シーズン2016-2017のNHLレギュラーシーズンのスタッツでも上位5位に相当する記録である。また同時期NHLのレギュラーシーズン最多得点はシドニー・クロスビーの44得点だった。
モジャーキン率いるメタルルグはレギュラーシーズンを東部コンファレンス1位で終了し、プレーオフも余裕の試合運びで2年連続でガガーリン・カップファイナルに進出。2年ぶりにファイナルに進んだSKAサンクトペテルブルクと対戦した。モジャーキンはプレーオフで7ゴール17アシストの活躍を見せたがレギュラーシーズンほど得点を量産することができず、メタルルグは1勝4敗でSKAサンクトペテルブルクに敗れて2連覇を逃した。
2021年7月5日に現役引退を表明した。

## すべてのKHLオールスターゲームに参加
2008年にKHLが創設されて以来、毎年1月にKHLのオールスターゲームが開催されているが、モジャーキンは2009年の第1回大会（モスクワ）から2017年の第9回大会（ウファ）まですべてのオールスターゲームに出場しているただ1人の選手である。

### ロシア代表
世界選手権の他、ユーロ・ホッケーツアーなどの代表試合にたびたび出場しているが、オリンピックには出場経験がない。シーズン2013/14にモジャーキンは好調でリーグトップの得点を重ねていたが、2014年のソチ五輪ではアイスホッケーロシア代表に選ばれなかった。

### ソ連の伝説、ボリス・ミハイロフを超える
2015年10月30日、ニージニー・ノブゴロドで行われたトルペード対メタルルグの試合において、モジャーキンは自身のキャリアで国内一部リーグ通算400ゴール目となる得点を決めた。ほぼ70年に渡るソ連・ロシアのアイスホッケーの歴史において、通算400ゴールを挙げた選手はこれまでに2人しかいなかった（NHLでプレーしているロシア人の選手はここでは数えない）。1人目はヴャチェスラフ・スタルシノフ(HCスパルタク・モスクワ)で1978年、2人目はボリス・ミハイロフ(CSKAモスクワ)で1979年にそれぞれ400ゴール目を記録している。スタルシノフが38歳、ミハイロフが35歳のときにそれぞれ400ゴール目を決めているが、モジャーキンは400ゴールを決めた時34歳だった。
2015年12月11日、サンクトペテルブルクで行われたSKAサンクトペテルブルク対メタルルグの試合において、メタルルグは3対5で敗れたがモジャーキンは2ゴールを挙げ、得点をキャリア通算408ゴールに伸ばした。結果、モジャーキンはスタルシノフの記録を破り、ソ連・ロシアのアイスホッケー史上2番目の得点ランキングになった。モジャーキンの上はCSKAの伝説的な選手ボリス・ミハイロフただ1人となった。
2016年9月10日、マグニトゴルスクで行われたヨケリト・ヘルシンキとの試合において、ついにモジャーキンは428ゴール目となる得点を記録しボリス・ミハイロフと並んだ。3日後の9月13日、ホームで開催されたディナモ・ミンスクとの試合でモジャーキンはついにミハイロフの記録を破ってロシア一部リーグで通算429ゴール目となる得点を記録した。

## 詳細情報

### レギュラーシーズンとプレーオフでの成績
| 1998–99            | Val-d'Or Foreurs       | QMJHL                | 4   | 0   | 1   | 1    | 2   | —   | —  | —   | —   | —  |
| 1999-2000          | HC CSKAモスクワ        | マイナーリーグ       | 44  | 23  | 25  | 48   | 10  | —   | —  | —   | —   | —  |
| 2000–01            | HC CSKAモスクワ        | マイナーリーグ       | 37  | 22  | 28  | 50   | 18  | —   | —  | —   | —   | —  |
| 2001-02            | HC CSKAモスクワ        | マイナーリーグ       | 54  | 34  | 30  | 64   | 10  | —   | —  | —   | —   | —  |
| 2002–03            | CSKAモスクワ           | ロシアスーパーリーグ | 33  | 12  | 15  | 27   | 18  | —   | —  | —   | —   | —  |
| 2003–04            | CSKAモスクワ           | ロシアスーパーリーグ | 45  | 21  | 19  | 40   | 6   | —   | —  | —   | —   | —  |
| 2004–05            | CSKAモスクワ           | ロシアスーパーリーグ | 49  | 11  | 12  | 23   | 22  | —   | —  | —   | —   | —  |
| 2005–06            | CSKAモスクワ           | ロシアスーパーリーグ | 51  | 20  | 32  | 52   | 28  | 7   | 1  | 2   | 3   | 4  |
| 2006–07            | ヒミク・モスクワ州     | ロシアスーパーリーグ | 54  | 27  | 33  | 60   | 10  | 9   | 5  | 4   | 9   | 4  |
| 2007–08            | ヒミク・モスクワ州     | ロシアスーパーリーグ | 57  | 37  | 27  | 64   | 22  | 5   | 3  | 1   | 4   | 0  |
| 2008–09            | アトラント・モスクワ州 | KHL                  | 56  | 34  | 42  | 76   | 14  | 7   | 2  | 5   | 7   | 0  |
| 2009–10            | アトラント・モスクワ州 | KHL                  | 56  | 27  | 39  | 66   | 44  | 4   | 1  | 3   | 4   | 0  |
| 2010–11            | アトラント・モスクワ州 | KHL                  | 54  | 27  | 34  | 61   | 12  | 23  | 8  | 13  | 21  | 2  |
| 2011–12            | メタルルグ             | KHL                  | 53  | 20  | 19  | 39   | 18  | 12  | 6  | 3   | 9   | 0  |
| 2012–13            | メタルルグ             | KHL                  | 48  | 35  | 41  | 76   | 6   | 7   | 2  | 4   | 6   | 0  |
| 2013–14            | メタルルグ             | KHL                  | 54  | 34  | 39  | 73   | 8   | 21  | 13 | 20  | 33  | 8  |
| 2014–15            | メタルルグ             | KHL                  | 49  | 27  | 27  | 54   | 14  | 10  | 8  | 5   | 13  | 0  |
| 2015-16            | メタルルグ             | KHL                  | 57  | 32  | 35  | 67   | 0   | 23  | 11 | 24  | 25  | 2  |
| 2016-17            | メタルルグ             | KHL                  | 60  | 48  | 37  | 85   | 4   | 17  | 7  | 17  | 24  | 6  |
| QMJHL合計          | QMJHL合計              | QMJHL合計            | 4   | 0   | 0   | 0    | 0   | 0   | 0  | 0   | 0   | 0  |
| マイナーリーグ合計 | マイナーリーグ合計     | マイナーリーグ合計   | 135 | 79  | 83  | 162  | 38  | 23  | 10 | 15  | 25  | 4  |
| ﾛｼｱｽｰﾊﾟｰﾘｰｸﾞ合計   | ﾛｼｱｽｰﾊﾟｰﾘｰｸﾞ合計       | ﾛｼｱｽｰﾊﾟｰﾘｰｸﾞ合計     | 289 | 128 | 138 | 266  | 102 | 21  | 9  | 7   | 16  | 8  |
| KHL合計            | KHL合計                | KHL合計              | 487 | 284 | 313 | 597  | 120 | 124 | 58 | 84  | 142 | 18 |
| キャリア合計       | キャリア合計           | キャリア合計         | 915 | 491 | 534 | 1025 | 260 | 168 | 77 | 106 | 183 | 30 |

### 国際大会での成績
| 年   | チーム | 大会       | 成績 |    | GP | G  | A  | Pts | PIM |
| ---- | ------ | ---------- | ---- | -- | -- | -- | -- | --- | --- |
| 2006 | ロシア | 世界選手権 | 5位  | 4  | 2  | 1  | 3  | 0   |     |
| 2008 | ロシア | 世界選手権 | 1    | 7  | 0  | 1  | 1  | 2   |     |
| 2009 | ロシア | 世界選手権 | 1    | 6  | 2  | 2  | 4  | 2   |     |
| 2010 | ロシア | 世界選手権 | 2    | 4  | 1  | 1  | 2  | 0   |     |
| 2013 | ロシア | 世界選手権 | 6位  | 8  | 1  | 3  | 4  | 2   |     |
| 2015 | ロシア | 世界選手権 | 2    | 10 | 6  | 6  | 12 | 2   |     |
| 2016 | ロシア | 世界選手権 | 3    | 9  | 6  | 3  | 9  | 2   |     |
| 合計 | 合計   | 合計       | 合計 | 48 | 18 | 17 | 35 | 10  |     |